# Le Tronquay (Eure)
Le Tronquay es una localidad y comuna francesa situada en la región de Alta Normandía, departamento de Eure, en el distrito de Les Andelys y canton de Lyons-la-Forêt.

## Demografía
| 464 | 392 | 403 | 372 | 410 | 391 |
| Para los censos de 1962 a 1999 la población legal corresponde a la población sin duplicidades (Fuente: INSEE [Consultar]) |     |     |     |     |     |

## Administración

### Entidades intercomunales
Le Tronquay está integrada en la Communauté de communes du canton de Lyons-la-Forêt. Además forma parte de diversos sindicatos intercomunales para la prestación de diversos servicios públicos:
- S.A.E.P du Tronquay
- Syndicat interco pour gestion gymnases et équip. sport. collèges de Fleury et de Romilly sur Andelle
- Syndicat de transport d'élèves du CES de Fleury
- Syndicat de l'électricité et du gaz de l'Eure (SIEGE)
- Syndicat d'intérêt scolaire de Lyons-la-Forêt

### Riesgos
La prefectura del departamento de Eure incluye la comuna en la previsión de riesgos mayores por la presencia de cavidades subterráneas.